# Vangueria madagascariensis
Vangueria madagascariensis är en måreväxtart som beskrevs av Johann Friedrich Gmelin. Vangueria madagascariensis ingår i släktet Vangueria och familjen måreväxter.

## Underarter
Arten delas in i följande underarter:
- V. m. abyssinica
- V. m. madagascariensis